# Ana Cannas da Silva

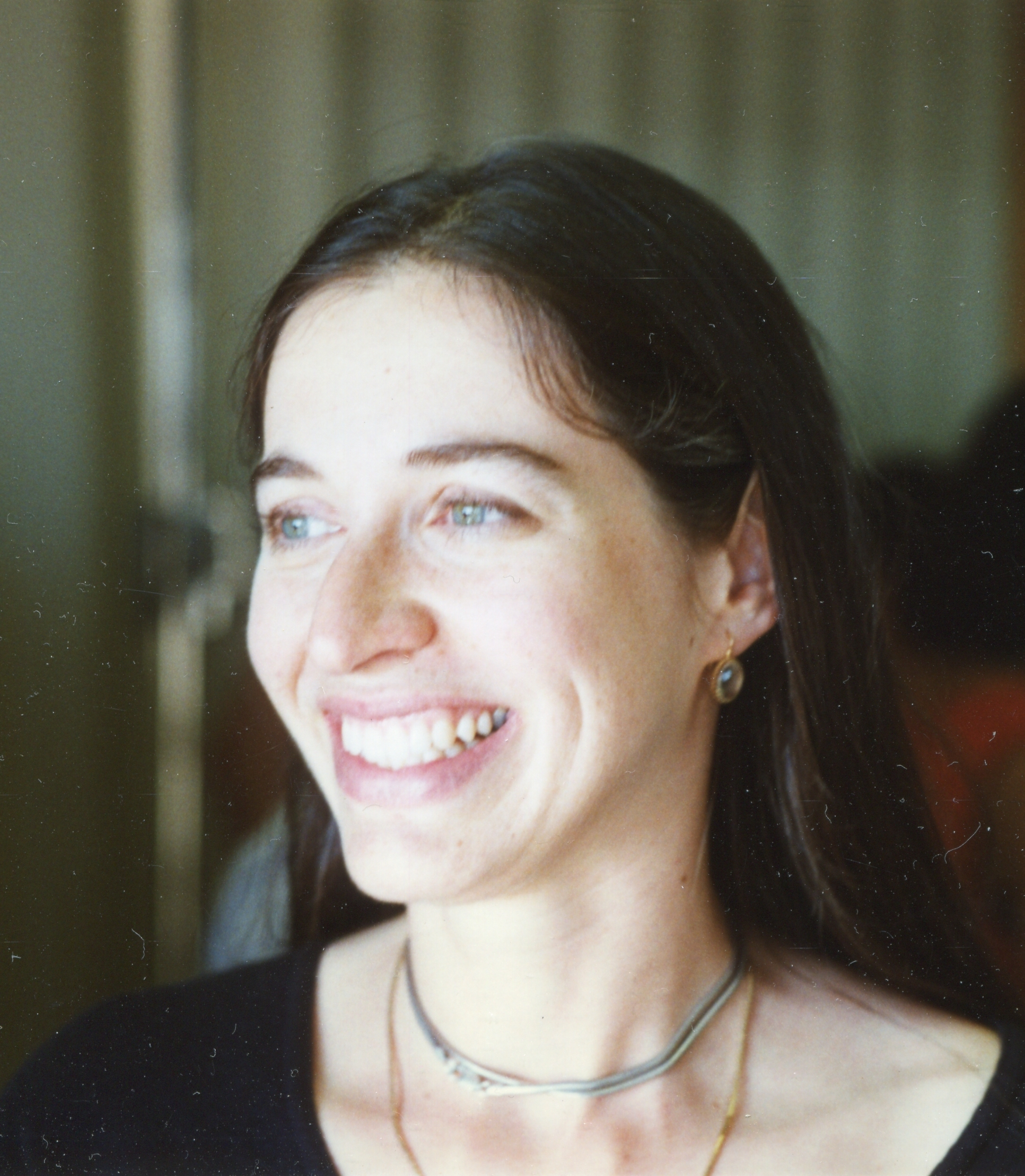
Ana Cannas da Silva, Berkeley 1996

Ana Cannas da Silva (* 1968) ist eine portugiesische Mathematikerin, die sich mit Symplektischer Geometrie, geometrischer Topologie und geometrischer Analysis befasst.
Sie studierte am Instituto Superior Técnico in Lissabon Angewandte Mathematik und Informatik mit dem Abschluss 1990 und promovierte 1996 bei Victor Guillemin am Massachusetts Institute of Technology (Multiplicity formulas for orbifolds). Sie lehrte an der University of California, Berkeley (1998), in Lissabon am Instituto Superior Técnico, an der Princeton University und ist Professorin an der ETH Zürich, wobei sie nach wie vor auch in Lissabon unterrichtet.
Sie war unter anderem Gastwissenschaftlerin am IMPA in Rio de Janeiro, am Institute for Advanced Study (2001), am IRMA in Straßburg, am MSRI (1997), am CRM in Barcelona, am Isaac Newton Institute in Cambridge und am Max-Planck-Institut für Mathematik in Bonn.

## Werke
- mit Michèle Audin, Eugene Lerman: Symplectic geometry of integrable Hamiltonian systems, Birkhäuser 2003
- mit Alan Weinstein: Geometric models of noncommutative algebra, American Mathematical Society 1999
- Introduction to symplectic and Hamiltonian geometry, Publ. IMPA, Rio de Janeiro 2003, 2008
- Lectures on symplectic geometry, Springer Verlag 2001
- Symplectic Geometry, in F.J.E.Dillen, L.C.A.Verstraelen (Herausgeber) Handbook of Differential Geometry, Elsevier, 2005